# Tranvia Vicenza-Noventa-Montagnana
La tranvia Vicenza–Noventa-Montagnana era una linea tranviaria interurbana che offriva un servizio viaggiatori e merci tra la città di Vicenza e il sud della sua provincia.
Aperta nel 1887 come tranvia a vapore a scartamento ridotto dalla Società Veneta, la linea fu ricostruita a scartamento ordinario a cura della Società Tramvie Vicentine (STV), ammodernata nel tempo e chiusa nel 1979 in seguito alle travagliate vicende delle società che si susseguirono nella sua gestione.

## Storia

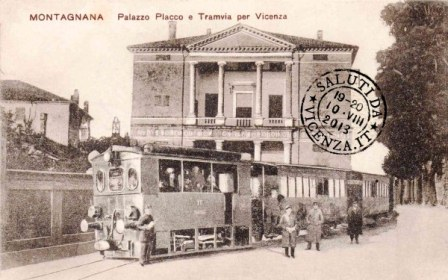
Tram a Montagnana in una nota cartolina d'epoca

### Dalla "Veneta" alla STV
La tranvia a vapore Vicenza-Noventa-Montagnana fu progettata nel 1878 a cura della Società Veneta per le imprese e costruzioni pubbliche (SV); inaugurata nel 1887, il binario a scartamento ridotto di 950 mm correva interamente su sede stradale.
Con il decreto numero CCXV, nel 1908 veniva approvato lo statuto del Consorzio per la Concessione del suolo stradale occorrente all'impianto della tramvia Bassano-Marostica-Vicenza-Noventa-Pojana Maggiore (località di confine con la provincia di Padova) secondo quanto deliberato nello adunanze del 17 ottobre 1907 e 10 marzo 1908 dai rappresentanti della provincia di Vicenza e dei comuni di Marostica, Noventa Vicentina, Sandrigo, Pojana Maggiore, Vicenza e Bassano.
Il regio decreto XC del 1910 sancì l'approvazione del testo della convenzione stipulata per la costruzione e l'esercizio della tramvia da Bassano per Vicenza a Montagnana con diramazione da Ponte di Barbarano a Barbarano, la cui scadenza fu fissata al 31 dicembre 1961.
Ceduta la concessione alla Società Tramvie Vicentine, che già gestiva la linea per Recoaro Terme e Chiampo e quella per Bassano del Grappa, l'intera Vicenza-Montagnana venne convertita a scartamento ordinario con lievi modifiche al tracciato che si arricchiva di tratti in sede propria, e riaperta all'esercizio nel 1911.
Il decreto numero 1352 del 1911 ufficializzò l'approvazione dell'atto addizionale stipulato fra il Ministero dei Lavori Pubblici e la Società delle Tramvie Vicentine, fissando la data di decorso della sovvenzione chilometrica per il tronco Bassano-Vicenza della tramvia Bassano-Vicenza-Montagnana.
Il viaggio inaugurale tra il capoluogo e Noventa si tenne domenica 11 giugno, alla presenza di numerose autorità provenienti dai comuni attraversati dalla nuova direttrice. Nelle intenzioni dei promotori, l'opera, collegando le stazioni ferroviarie di Vicenza, situata sulla ferrovia Milano-Venezia, e Montagnana, situata sulla ferrovia Mantova-Monselice, avrebbe dovuto contribuire a rompere l'isolamento e ad incentivare l'economia ancora prettamente agricola delle zone meridionali del vicentino, consentendo un rapido trasporto di passeggeri e merci, favorendo quindi i commerci.
La linea rivestì un ruolo importante anche durante la prima guerra mondiale, quando numerosi profughi e sfollati provenienti dall'altopiano di Asiago trovarono ospitalità in particolar modo nei comuni di Pojana Maggiore e Noventa Vicentina. La difficile situazione penalizzò peraltro l'esercente: con sentenza 8 febbraio 1916, n. 42, il tribunale di Vicenza dichiarò il fallimento della Società Tramvie Vicentine, che proseguì tuttavia l'esercizio.
Nel 1924, con decreto ministeriale, fu chiusa la diramazione di 3,6 km, che dalla stazione di Ponte di Barbarano, conduceva al paese di Barbarano Vicentino, in quanto la sua presenza avrebbe costretto i progettisti della ferrovia Treviso-Ostiglia, allora in costruzione, a realizzare un secondo cavalcavia ferroviario dopo quello già previsto sopra la linea principale nei pressi di Ponte di Mossano. L'abitato di Barbarano venne in seguito servito dalla stazione FS di Barbarano-Villaga.
Le difficoltà economiche intanto proseguivano: fra il 1925 e il 1933 fu concesso alla STV l'esonero dalla partecipazione governativa sui prodotti lordi della tramvia Bassano-Vicenza-Montagnana, esteso a tutto il 1936 con regio decreto n. 672 del 26 marzo 1936 stante la persistente deficitarietà dell'esercizio della linea.
Con il regio decreto n. 1818 del 7 luglio 1927 fu approvato il progetto per la sistemazione della stazione di Vicenza delle tramvie vicentine presentato il 4 aprile dalla STV, che prevedeva la sistemazione della stessa in conseguenza dell'elettrificazione della linea Vicenza-Recoaro e della diramazione San Vitale-Chiampo, nonché della costruzione di una progettata nuova linea che avrebbe dovuto congiungere Vicenza con Malo.

### Guerra e ricostruzione

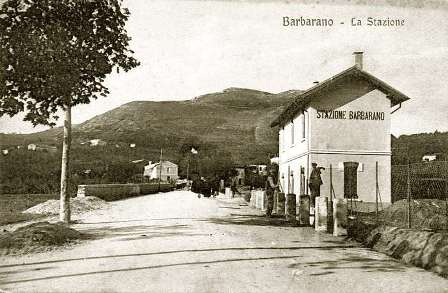
L'effimera stazione di Barbarano

A partire dal 1929 furono diversi i progetti di elettrificazione della tranvia, coerentemente con ciò che era già stato fatto per la tranvia Vicenza-Valdagno, ma nessuno di essi ebbe poi seguito; nel 1938 fu presentato un progetto di trasformazione in filovia ben presto accantonato anch'esso a causa dell'imminente nuovo conflitto, durante il quale i binari, le strutture e i rotabili subirono ingenti danni.
Nel 1939 il Ministero per i lavori pubblici concesse, in seguito all'istanza presentata il 31 marzo 1937 dalla stessa STV, di poter derivare dal Canale Bisatto due prese d'acqua, da realizzarsi nei comuni di Longare e di Castegnero, per l'alimentazione di due serbatoi esistenti in tali località al servizio della tramvia Vicenza-Montagnana.
Verso la fine del 1943 un bombardamento danneggiò gravemente il ponte stradale sul fiume Frassine, provocando la chiusura dell'esercizio tra Noventa e Montagnana; il servizio su tale tratta fu ripristinato dopo la cessazione delle ostilità, per poi venir definitivamente sostituito da un autoservizio a partire dal 1948, anno in cui fu riaperto il tratto tra Vicenza e Noventa.
Questo fu ricostruito e ammodernato, con un armamento più pesante, tra il 1948 e il 1956, con lo spostamento dell'intero tracciato in sede propria e l'entrata in servizio di automotrici Diesel e ad accumulatori in sostituzione dei precedenti treni a vapore.
La rete, frattanto, vedeva l'impiego di 5,5 agenti per chilometro; il corrispondente ricavo risultava, per la linea di Recoaro e Chiampo di Lire 2.870.241, per la Vicenza-Bassano di Lire 683.313 e per la Vicenza Montagnana di Lire 625.526; i coefficienti di esercizio risultavano pari rispettivamente a 0,82, 1,31 e 1,37.
Nel 1949 un progetto di legge rimasto lettera morta prevedeva, oltre alla costruzione del nuovo tronco Porta Monte-Campo Marzo, anche una nuova linea Noventa-Este Sant'Elena.

### Il declino
Una nuova e più funzionale stazione fu inaugurata a Vicenza nel 1956, atto che rappresentò il canto del cigno della rete veneta: il tracollo finanziario della FTV, unito all'incremento della motorizzazione privata e l'orientamento politico generale, che premeva per uno spostamento su gomma del trasporto pubblico, portarono negli anni sessanta, con lo scadere dell'atto di concessione del 1910, ad un progressivo declino della linea, sulla quale non vennero più fatti investimenti, causando numerosi disservizi per i passeggeri: nel 1978 erano in orario solo cinque coppie di treni giornaliere, ad eccezione delle domeniche e dei festivi, effettuati dalle uniche due automotrici rimaste in servizio.
A seguito del basso volume di passeggeri registrato e a prescindere da quello che si sarebbe potenzialmente ottenuto con un ammodernamento della linea, la FTV decise di affiancare e poi sostituire il servizio tranviario con uno automobilistico a partire dal 1º agosto 1978, data in cui il traffico fu sospeso. Tuttavia, per i giorni 3, 8 e 10 settembre dello stesso anno, in occasione delle celebrazioni della Madonna di Monte Berico, vennero effettuate alcune corse. Il servizio avrebbe dovuto riprendere il 18 settembre, ma ciò non avvenne, mentre per qualche mese proseguì il servizio merci. Con ordine di servizio n. 11/1978, la sospensione venne prorogata sine die, in conseguenza dell'orientamento espresso a maggioranza dal consiglio provinciale il 28 settembre verso la sostituzione con autoservizi dell'intera rete FTV.
La linea fu chiusa ufficialmente nel 1979, anche in considerazione dell'esigenza di demolire il rilevato FTV per ampliare la sede ferroviaria FS con la realizzazione di ulteriori due binari nel tratto di attraversamento del quartiere di Porta Monte.
Nel 2009 venne smantellata l'ultima tratta ancora armata, fra Ponte di Costozza e Ponte Alto; il tratto da Vicenza era stato nel frattempo trasformato in ciclabile, andando così a completare la pista ciclabile della Riviera Berica lungo la quale alcuni fabbricati viaggiatori sono stati restaurati.

## Caratteristiche
La linea era una tranvia a binario unico non elettrificata lunga 41,5 km, cui si aggiungeva la diramazione di 3,6 km per Barbarano Vicentino. Le lunghezze effettive, calcolate agli effetti della liquidazione dei contributi chilometrici, risultavano pari a 45,15 km per la Vicenza-Montagnana e a 3,62 km per la diramazione Ponte di Barbarano-Barbarano.
Con le ricostruzioni del 1911 e del 1948 il binario a 950 mm, che inizialmente correva su sede stradale, venne portato come detto a scartamento ordinario e trasferito in sede propria per la quasi totalità del percorso. La relativa distanza dai centri abitati e la bassa velocità commerciale, tuttavia, continuarono fino all'ultimo a penalizzare i risultati di esercizio.
Per la costruzione della linea furono previste curve di raggio non inferiore a 50 metri, con interposizione di rettilinei di almeno 30 metri fra curve di flesso contrario. Le pendenze non superavano il 32,43 per mille nel tratto Vicenza-Montagnana. Il binario, collocato a raso delle strade, lasciava libera una larghezza non inferiore a 4 metri dalla rotaia interna per il carreggio ordinario.
La direzione del movimento era affidata ad un dirigente unico, che aveva sede presso la stazione tranviaria di Vicenza, e agli assistenti movimento delle varie stazioni e fermate.

### Percorso
| Unused urban continuation backward |

|  | Unused straight waterway | Unknown route-map component "CONTl+f" |

|  | Unknown route-map component "uexBHF" | Station on track |

|  | Unused straight waterway | Unknown route-map component "CONTl+g" |

| Unknown route-map component "uexHST" |

| Unknown route-map component "uexHST" |

|  | Unknown route-map component "uexABZgl" | Unknown route-map component "uexCONTfq" |

| Unknown route-map component "uexHST" |

| Unknown route-map component "uexBHF" |

| Unknown route-map component "uexBHF" |

| Unknown route-map component "uexBHF" |

| Unknown route-map component "uexHST" |

| Unknown route-map component "uexHST" |

| Unknown route-map component "uexHST" |

| Unknown route-map component "uexBHF" |

| Unknown route-map component "uexHST" |

| Unknown route-map component "uexHST" |

| Unknown route-map component "uexHST" |

| Unknown route-map component "uexHST" |

| Unknown route-map component "uexHST" |

| Unknown route-map component "exCONTgq" | Unknown route-map component "uexmKRZu" | Unknown route-map component "exCONTfq" |

| Unknown route-map component "uexHST" |

| Unknown route-map component "uexBHF" |

| Unknown route-map component "uexKBHFaq" | Unknown route-map component "uexABZgr" |  |

| Unknown route-map component "uexHST" |

| Unknown route-map component "uexHST" |

| Unknown route-map component "uexBHF" |

| Unknown route-map component "uexHST" |

| Unknown route-map component "uexHST" |

| Unknown route-map component "uexBHF" |

| Unknown route-map component "uexHST" |

| Unknown route-map component "uexHST" |

| Unknown route-map component "uexhKRZWae" |

| Unknown route-map component "uexHST" |

| Unknown route-map component "uexHST" |

|  | Unknown route-map component "uexKBHFe" |

| Unknown route-map component "CONTgq" | Station on transverse track | Unknown route-map component "CONTfq" |

La linea, le cui fermate e stazioni rispecchiavano inizialmente quanto previsto dalla concessione del 1910, iniziava nella stazione delle STV di Vicenza, attigua alla stazione ferroviaria.
Fino al 1948 i mezzi dovevano percorrere un lungo arco, detto "cintura tranviaria di Vicenza", intorno al centro cittadino, che intersecava per ben due volte i binari a scartamento metrico della rete tranviaria urbana per poi instradarsi verso sud all'altezza di Porta Monte. Con i lavori di ammodernamento successivi al secondo conflitto mondiale, fu costruito un tronco più corto che permetteva di raggiungere Porta Monte direttamente dalla stazione.
Fuori Vicenza veniva superata a raso l'allora strada statale della Riviera Bianca, poi si lambiva la collina su cui sorge la Villa Almerico-Capra detta La rotonda, opera del Palladio. incuneandosi tra i Colli Berici e i Colli Euganei, seguendo la medesima strada e, fino ai lavori di ammodernamento sopracitati, i binari si trovavano in buona parte sulla sede stradale stessa.
Dopo aver attraversato i territori di numerosi comuni, presso la stazione di Ponte di Barbarano, il breve tronco tranviario collinare consentiva, fino al 1924, di raggiungere il centro di Barbarano Vicentino. Arrivata a Noventa Vicentina che a partire dal 1948 divenne stazione capolinea, la linea piegava verso ovest, toccando Pojana Maggiore, e poi nuovamente verso sud, per giungere a Montagnana, percorrendo le sedi della strada provinciale 123 Pojanese, in territorio vicentino, e la strada provinciale 19 Stradona, in territorio padovano.
La stazione tranviaria di Montagnana, località servita altresì da una fermata presso la porta Padova, si trovava accanto all'omonima stazione ferroviaria, per consentire un facile trasbordo di passeggeri e merci.

## Materiale rotabile

### Locomotive a vapore

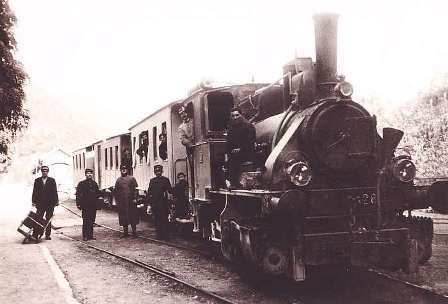
Treno al capolinea di Barbarano

Dopo la ricostruzione a scartamento ordinario nel 1911, vennero impiegate sulla Vicenza-Montagnana 3 locomotive tranviarie Henschel a 3 assi numerate 24-26.
Tali unità entrarono a far parte del nutrito ed eterogeneo parco che derivava dall'esercizio a vapore delle linee per Recoaro Terme e Chiampo operato dalla società The Province of Vicenza Steam Tramway Company Limited che arrivò in quegli anni a raggiungere la consistenza di 39 unità. Sulle linee STV a tali locomotive era associato il nomignolo di vaca mora.
Intorno al 1920 un'unità cabinata a 3 assi di costruzione Krauss a suo tempo acquisita dalla società Tranvie Provinciali Napoletane venne ceduta alla Tramvia Pisa Pontedera Calci (PPC) che eserciva le linee per Pontedera e Marina di Pisa.

### Automotrici Diesel e ad accumulatori
Per far fronte alle evidenti necessità di rinnovamento del parco, fra il 1947 e il 1948 furono acquistate dalle FS 12 automotrici FS di costruzione Breda fuori uso, dei tipi ALb 56, ALn 56 e ALn 556, dalle quali vennero ricavate 8 automotrici, 3 rimorchiate e una locomotiva.
I servizi passeggeri poterono dunque giovarsi dei seguenti rotabili:
- automotrici 021-024, costruite dalla Breda nel 1935 e derivanti dalla trasformazione attuata nel 1949 di ex ALn/ALb 56; rodiggio (1A)(A1), dotate di 2 motori della potenza di 82 kW ciascuno, erano lunghe 22,74 m e disponevano di 72 posti di cui 8 di prima classe[24]
- automotrici 026-029 analoghe alle precedenti ma rimotorizzate a cura delle officine FTV con 2 motori General Motors, da 118 kW ciascuno provenienti da carri armati statunitensi Sherman, che innalzavano la tara a 26,35 t[24]. La 028 venne pressoché distrutta in un incidente poco prima della chiusura della linea[25].
- rimorchiate 0221-0223[26], ricavate dalla semplice smotorizzazioni di altrettante automotrici.

Sempre per le linee di Noventa e Bassano, nel 1932 vennero acquistate due elettromotrici ad accumulatori realizzate dall'Officina Meccanica della Stanga con equipaggiamenti elettrici TIBB con batterie Tudor, le più potenti e veloci automotrici ad accumulatori in servizio in Italia. B.021-022.. L'aspetto caratteristico di tali rotabili, con cassa in legno, li accomunava alle elettromotrici già in servizio sulle linee per Recoaro Terme e Chiampo, contribuendo all'immagine di "svecchiamento" dei servizi.

### Locomotive e automotori da manovra
Per le manovre negli impianti sociali le FTV disponevano di tre caratteristici rotabili:
- la locomotiva 041 era un curioso esemplare ricavato a cura dell'OMS dalla trasformazione di un'automotrice Breda accorciata, dotata di motori General Motors recuperati da carri armati americani ed equipaggiata con 10 fanali e 6 respingenti[29]. L'unità sviluppava una potenza di 360 kW; il respingente centrale era utilizzato per la manovra del materiale a trazione elettrica, mentre quelli laterali per le automotrici utilizzate sulle linee per Bassano del Grappa e Noventa[30].
- l'automotore DE 051, costruito nel 1934, era un automotore a 2 assi di preda bellica di costruzione Borsig con trasmissione elettrica AEG tipo Köe, analogo ai coevi automotori FS del gruppo 213; il propulsore era un General Motors da 37 kW ricavato, come quelli della 041, da M4 Sherman statunitensi, montato nel 1947[24]. Nel 1985 tale rotabile fu ceduto anch'esso, assieme al carro FTV 167[31], alla LFI di Arezzo[32].
- l'automotore 062, di costruzione Badoni con motorizzazione Fiat era del tipo "sogliola", a 2 assi, con trasmissione a catene. Il propulsore erogava la potenza di 51 kW. Alienato nel 1951[24], il rotabile fu ceduto alla SEPSA[12].

### Materiale motore - prospetto di sintesi
| Unità     | Tipo                | Caratteristiche | Costruttore | Note                                                       |
| --------- | ------------------- | --------------- | ----------- | ---------------------------------------------------------- |
| 24÷26     | Locomotive a vapore | A 3 assi        | Henschel    | Acquisite per l'esercizio sulla Vicenza-Noventa-Montagnana |
| 021÷024   | Automotrici         |                 | Breda       | Ex automotrici FS                                          |
| 026÷029   | Automotrici         |                 | Breda/FTV   | Ex automotrici FS                                          |
| 0221÷0223 | Rimorchiate         |                 | Breda       | Ex automotrici FS                                          |
| B.021÷022 | Elettromotrici      | Ad accumulatori | OMS/TIBB    |                                                            |
| 041       | Locomotiva          | A carrelli      | Breda/OMS   | Ricavata da un'automotrice FS                              |
| 051       | Automotore          | Köf             | Borsig/AEG  | Ceduto alla LFI                                            |
| 061       | Automotore          | "Sogliola"      | ABL/Fiat    | Ceduto alla SEPSA                                          |

### Fonti a stampa
- Enrico Bassi, Binari dimenticati. Archeologia ferrotranviaria tra Vicenza, Noventa e Montagnana, Noventa Vicentina, Associazione Binari dimenticati, 2008.
- Giorgio Chiericato, A tutto vapore. Le ferrovie e tramvie nel Veneto dal 1866 al 1900., Bonomo, Asiago, 2013. ISBN 978-88-908976-4-1
- Francesco Ogliari, Franco Sapi, Sbuffi di fumo. Storia dei trasporti italiani volumi 6° e 7°. Trentino-Alto Adige - Veneto - Friuli-Venezia Giulia, Milano, a cura degli autori, 1966.
- Giorgio Chiericato, Binari nel verde. Ferrovie e Tramvie Vicentine, Vicenza, 1991.
- Ettore Bassi, Binari dimenticati. Archeologia ferrotranviaria tra Vicenza, Noventa e Montagnana, Noventa Vicentina, Associazione Binari dimenticati, 2008.
- Hansjürg Rohrer, Il materiale motore delle ferrovie concesse e tranvie italiane. Die Triebfahrzeuge der italienischen Privatbahnen und Strassenbahnen, Frank Stenvall Förlag, Malmö, 1983. ISBN 91-7266-067-8.
- Enrico Bassi, Storie, Miti e Leggende di Tramvie e Ferrotramvie tra l'Alto e il Basso Vicentino, Noventa Vicentina, Associazione Binari dimenticati, 2011.

### Complementi
- Convenzione 25 gennaio 1919 fra la Provincia e la Società tramvie vicentine per la costruzione e l'esercizio della rete tramviaria, deliberazione 7 agosto 1918 del Consiglio provinciale, approvata dal Ministero dei LL. PP. (Ufficio speciale delle Ferrovie) e dalla Provincia di Vicenza. Vicenza, Stabilimento tipografico pontificio G. Rumor, 1919. Codice SBN VIA0151897. Conservato presso la Biblioteca civica Bertoliana di Vicenza.
- Disciplinare per la concessione di aree stradali alla Società Tramvie Vicentine da Bassano a Pojana Maggiore, da parte del Consorzio dei rispettivi enti interessati. Vicenza, stabilimento tipografico Giuseppe Brunello, 1908. Codice SBN VIA0151878. Conservato presso la Biblioteca civica Bertoliana di Vicenza.
- Relazione della Deputazione al Consiglio provinciale sulla domanda della Società tramvie vicentine per la concessione ed esercizio della linea Bassano-Vicenza-Noventa, 1907, Padova, Stabilimento Prosperini. Codice SBN VIA0151881. Conservato presso la Biblioteca civica Bertoliana di Vicenza.
- Relazione della Deputazione provinciale sulla costituzione di un Consorzio per la concessione alla Società tramvie vicentine della sede stradale per costruzione ed esercizio della linea Bassano-Vicenza-Noventa, e nomina di 10 rappresentanti della provincia nel Consorzio stesso, Vicenza, agosto 1907. Codice SBN VIA0151884. Conservato presso la Biblioteca civica Bertoliana di Vicenza.
- Capitolato che regola la concessione dei sussidi chilometrici alla Tramvia Bassano-Vicenza-Noventa-Pojana Maggiore, e la concezione dei sussidi, delle aree e dell'adattamento della sede sulle strade provinciali alle altre linee comprese nel piano approvato dal Consiglio provinciale in adunanza 15 maggio 1907 della Provincia di Vicenza, Vicenza, stabilimento tipografico Giuseppe Brunello, 1909. Codice SBN VIA0151879. Conservato presso la Biblioteca civica Bertoliana di Vicenza.
- Appunti della deputazione provinciale di Vicenza sulla seconda memoria della Società veneta presentata al Collegio arbitramentale, relativamente alle controversie per la costruzione e l'esercizio delle guidovie Vicenza-Montagnana-Lonigo-Lovolo, pubblicati soltanto per informarne i rappresentanti la Provincia e i comuni consorziati, Lonigo, Gaspari, 1890. Codice SBN MIL0674265. Conservato presso la Biblioteca civica Bertoliana di Vicenza.